# (1131) Porzia
(1131) Porzia ist ein Asteroid des Hauptgürtels, der am 10. September 1929 vom deutschen Astronomen Karl Wilhelm Reinmuth in Heidelberg entdeckt wurde.
Benannt wurde der Asteroid nach einer Figur aus dem Drama Julius Cäsar von William Shakespeare.